# Olivipollia
Olivipollia là một chi ốc biển, là động vật thân mềm chân bụng sống ở biển trong họ Buccinidae.

## Các loài
Các loài trong chi Olivipollia gồm có:
- Olivipollia fragaria (Wood, 1828)[2]
- Olivipollia pulchra (Reeve, 1846)[3]